# تل نمندی (اسفندی)
تل نمندی (اسفندی) مربوط به دوره نوسنگی است و در شهرستان پاسارگاد، بخش مرکز ی، دهستان کمین، روستای رحمت آباد، ۵۰ متری جنوب پل بزرگ کمربندی سعادتشهر، مرودشت واقع شده و این اثر در تاریخ ۲۶ اسفند ۱۳۸۶ با شمارهٔ ثبت ۲۱۸۵۷ به‌عنوان یکی از آثار ملی ایران به ثبت رسیده‌است.